# Butlersbridge
Butlersbridge (irlandais : Droichead an Bhuitléaraigh) est un village dans le Comté de Cavan, en Irlande

## Géographie
Le village se trouve à 8 min en voiture (ou 9 km) de la frontière avec l'Irlande du Nord.
Situé à 5 km au nord de Cavan, près de la route nationale N3, c'était autrefois une traversée obligatoire sur la N3 mais le village a été contourné en 1999.
L'église Saint-Aidan est construite en pierre orange avec modénatures plus sombres. Terminée en 1863, c'est l'œuvre de William Hague Jr.
Le vieux pont permet de traverser l'Annalee, un affluent de l'Erne.

## Démographie
Le recensement de 2002 a compté 182 habitants.

## Transports

### Bus
La ligne C1 relie le village à Cavan et Ballyhaise, plusieurs fois par jour, du lundi au samedi inclus. L'arrêt du bus se trouve en face de Derragarra Inn.
La ligne expresse no 30 des Bus Éireann (Donegal-Enniskillen-Cavan-Dublin Airport-Dublin), est desservie conjointement avec les McGeehan Coaches avec arrêt à Butlersbridge.
La ligne 930 des Leydons Coaches, Enniskillen-Swanlinbar-Ballyconnell-Belturbet-Cavan, dessert aussi le village. L'arrêt se trouve sur la N3.

### Rail
L'ancienne ligne GNR de Cavan à Clones passait au sud du village mais il n'y a jamais eu de gare à Butlersbridge.

## Galerie

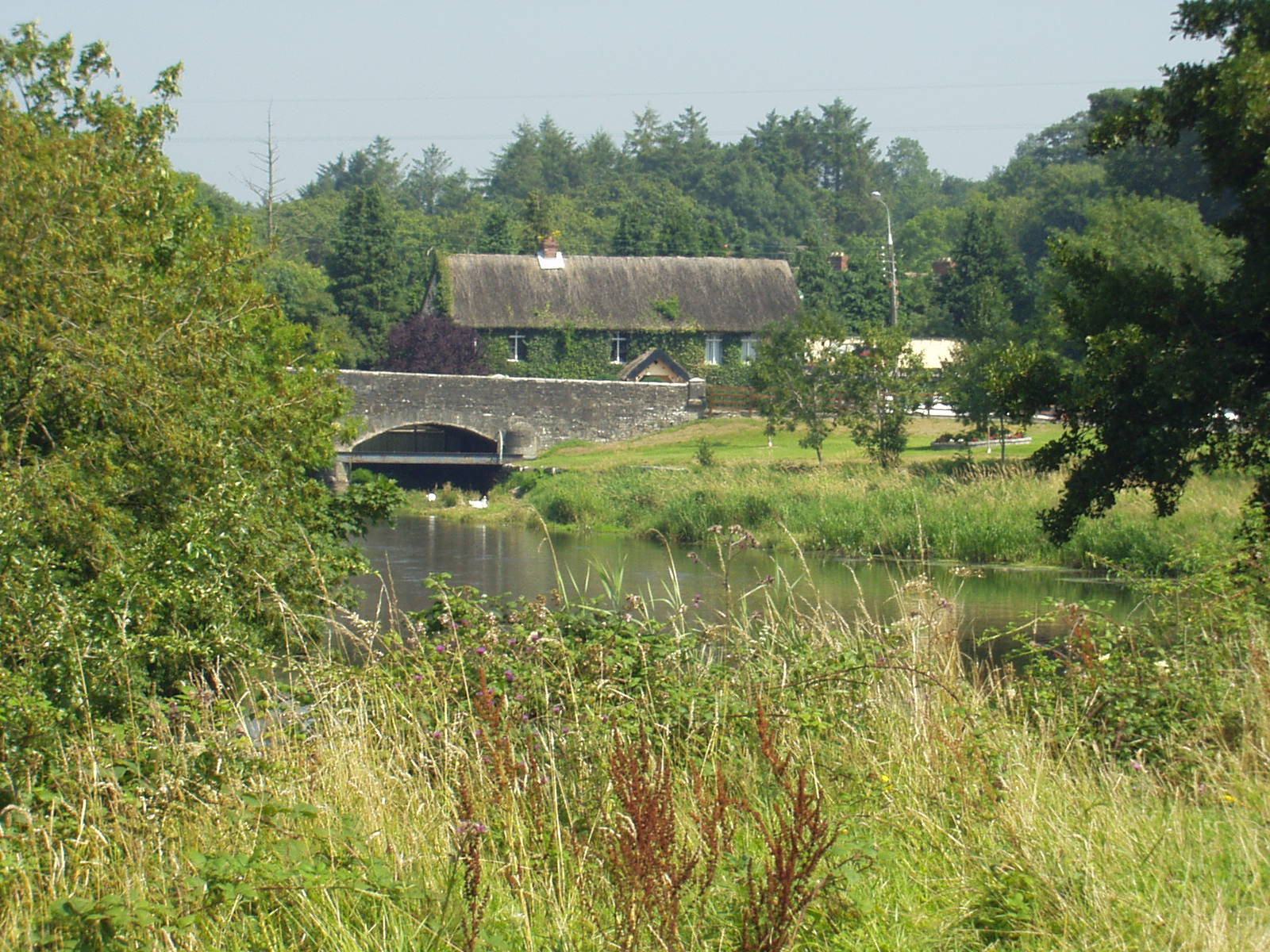
Butlersbridge.
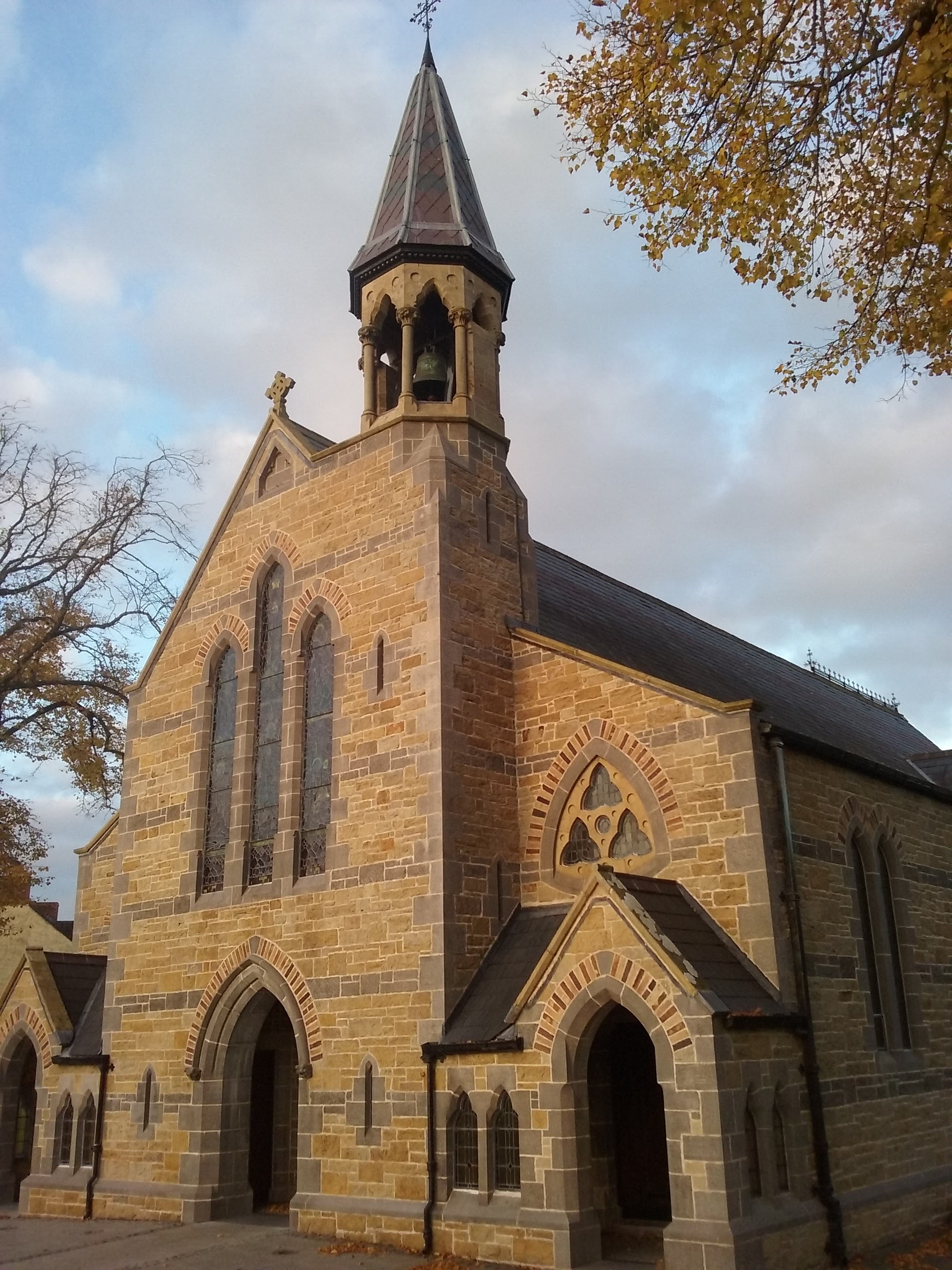
L'église Saint-Aidan.
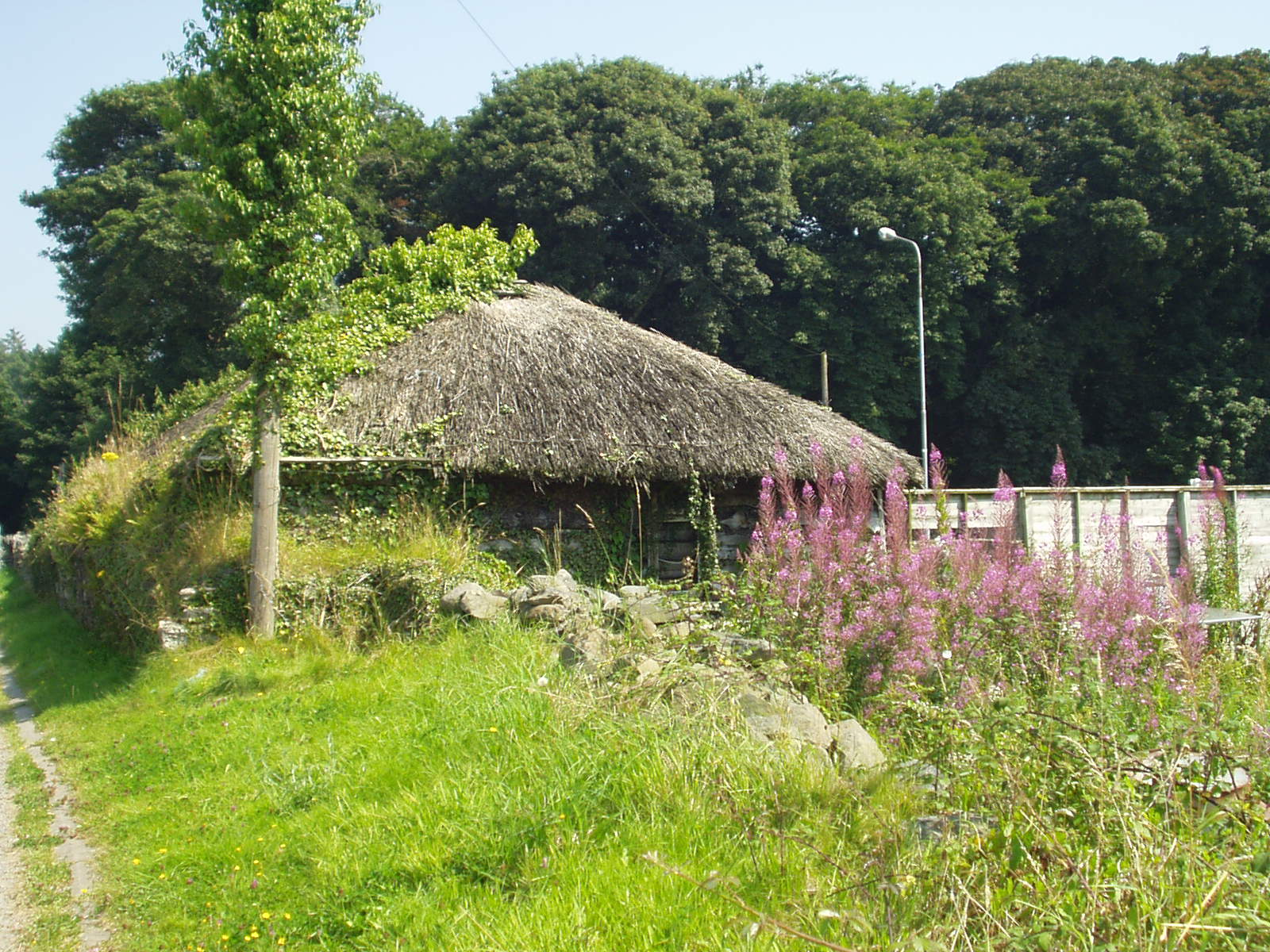
Cottage à Butlersbridge.
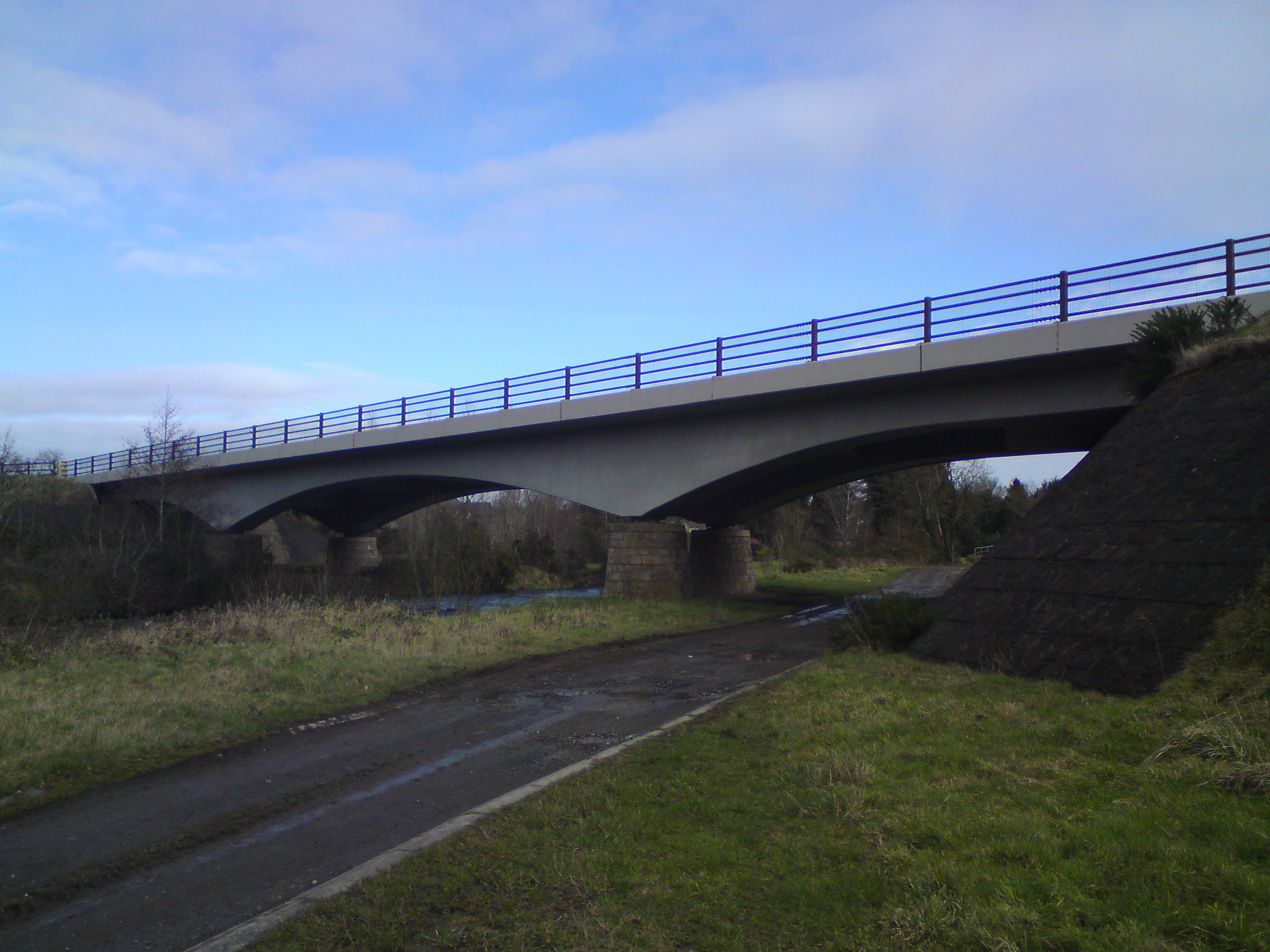
Pont sur la route nationale N3.